# Интеграл Коши — Лагранжа
Интеграл Коши — Лагранжа — интеграл уравнений движения идеальной жидкости (уравнений Эйлера) в случае потенциальных течений. В отличие от интеграла Бернулли интеграл Коши — Лагранжа может применяться к нестационарным течениям, что позволяет применять его к анализу волн на поверхности жидкости.

## Варианты названия
В русскоязычной литературе наряду с названием интеграл Коши — Лагранжа и интеграл Лагранжа — Коши используются термины интеграл Коши,
интеграл Лагранжа. В англоязычной литературе интеграл либо не имеет специального названия, либо считается специальной
формой интеграла Бернулли для неустановившихся течений (англ. unsteady form of Bernoulli's equation, Bernoulli's theorem for unsteady potential flow)

## Историческая справка
В общем виде интеграл Коши — Лагранжа был установлен в 1755 году Леонардом Эйлером. Позже интеграл использовался Лагранжем в работе по теории течений идеальной жидкости и Коши в работе по теории гравитационных волн на поверхности
жидкости.

## Формулировка

### Течение несжимаемой жидкости в поле силы тяжести
Интеграл Коши — Лагранжа может быть введён только для потенциальных течений идеальной жидкости, для которых вектор скорости, {\displaystyle \mathbf {V} }, выражается через потенциал скорости, {\displaystyle \mathbf {V} =\nabla \,\varphi (x,y,z,t)}, или, что то же самое, для безвихревых (англ. irrotational) течений, в которых завихренность тождественно равна нулю: {\displaystyle \nabla \times \mathbf {V} \equiv 0}. В частном случае потенциального течения идеальной несжимаемой жидкости в однородном поле силы тяжести интеграл Коши — Лагранжа имеет вид
{\displaystyle {\frac {\partial \varphi }{\partial t}}+{\frac {(\nabla \,\varphi )^{2}}{2}}+{\frac {p}{\rho }}+gz=f(t),}
где — {\displaystyle p(x,y,z,t)} — давление в жидкости,
{\displaystyle \rho } — её плотность (предполагается постоянной в модели несжимаемой жидкости),
{\displaystyle g} — ускорение свободного падения,
{\displaystyle x}, {\displaystyle y}, {\displaystyle z} — декартовы координаты (ось
{\displaystyle z} направлена вертикально вверх, против силы тяжести).
Здесь {\displaystyle f(t)} — некоторая функция времени, которую можно принять
тождественно равной нулю, если сделать замену потенциала скорости
{\displaystyle {\tilde {\varphi }}(x,y,z,t)=\varphi (x,y,z,t)-\int f(t)\,dt}
(при такой замене поле скоростей, определяемое пространственными производными от
потенциала, не меняется).

### Общий случай
В общем случае потенциального течения идеальной жидкости интеграл Коши — Лагранжа
справедлив, если имеется однозначная связь между плотностью и давлением,
{\displaystyle \rho =\rho (p)} (такие течения называются баротропными).
В этом случае векторное поле массовой силы (действующей на жидкость объемной силы, отнесённой к
единице массы) обязательно будет потенциальным:
{\displaystyle \mathbf {F} =-\nabla \,\Pi ,}
где {\displaystyle \Pi (x,y,z,t)} — потенциал массовой силы (не путать с потенциалом
скорости {\displaystyle \varphi }), и интеграл Коши — Лагранжа записывается в форме
{\displaystyle {\frac {\partial \varphi }{\partial t}}+{\frac {(\nabla \,\varphi )^{2}}{2}}+\int {\frac {dp}{\rho (p)}}+\Pi =f(t).}